# Saint-Laurent-des-Bâtons
Saint-Laurent-des-Bâtons (okzitanisch: Sent Laurenç daus Bastons) ist eine Ortschaft und eine Commune déléguée in der französischen Gemeinde Val de Louyre et Caudeau mit 218 Einwohnern (Stand: 1. Januar 2022) im Département Dordogne in der Region Nouvelle-Aquitaine. Die ehemalige Gemeinde gehörte zum Arrondissement Périgueux und zum Kanton Périgord Central.

## Geographie
Saint-Laurent-des-Bâtons liegt etwa 17 Kilometer ostnordöstlich von Bergerac und etwa 25 Kilometer südsüdöstlich von Périgueux.

## Geschichte
Saint-Laurent-des-Bâtons bildete 2016 zusammen mit der Gemeinde Sainte-Alvère als Communes déléguées die Commune nouvelle Sainte-Alvère-Saint-Laurent Les Bâtons. Am 1. Januar 2017 ging Saint-Laurent-des-Bâtons in die neue Commune nouvelle Val de Louyre et Caudeau zusammen mit Sainte-Alvère und der Gemeinde Cendrieux als Commune déléguée über. Die Commune nouvelle Sainte-Alvère-Saint-Laurent Les Bâtons wurde gleichzeitig wieder aufgelöst.

### Bevölkerungsentwicklung
| Jahr                       | 1962 | 1968 | 1975 | 1982 | 1990 | 1999 | 2006 | 2013 |
| Einwohner                  | 219  | 225  | 210  | 194  | 193  | 201  | 233  | 205  |
| Quellen: Cassini und INSEE |      |      |      |      |      |      |      |      |

## Sehenswürdigkeiten
- Schloss Saint-Maurice aus dem 14./15. Jahrhundert
- Kirche Saint-Maurice aus dem 16. Jahrhundert
- Kirche Saint-Laurent aus dem 19. Jahrhundert

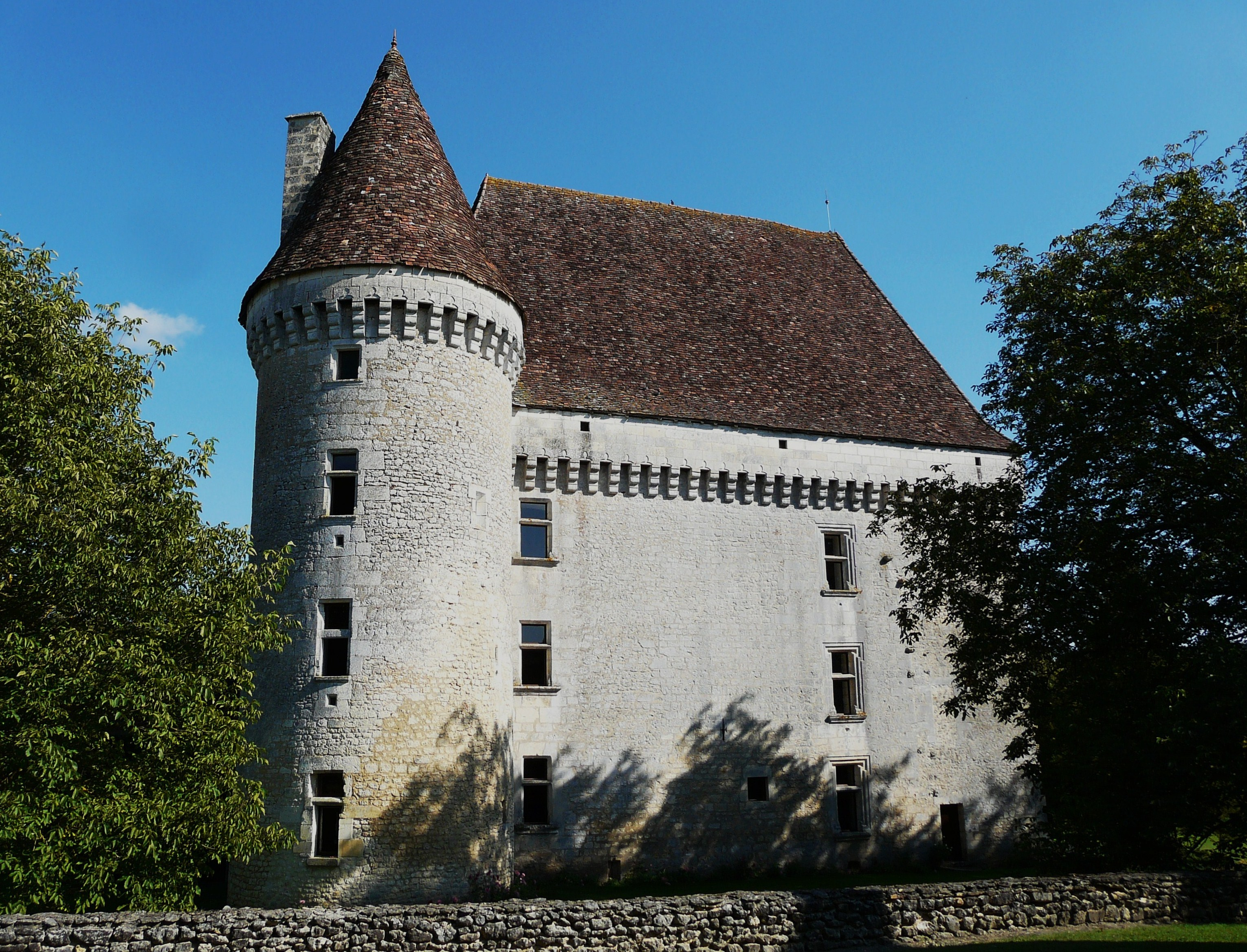
Schloss Saint-Maurice
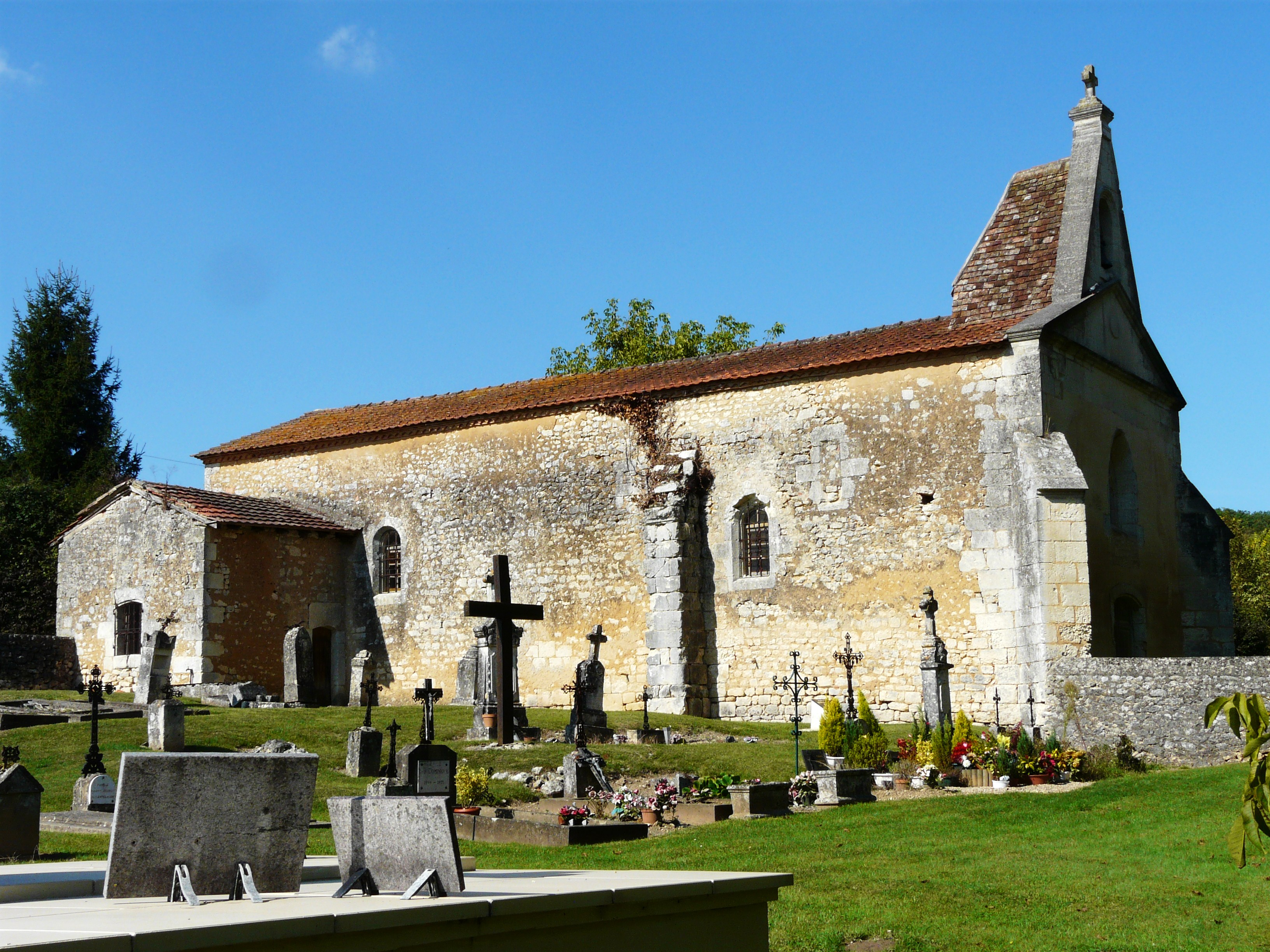
Kirche Saint-Maurice
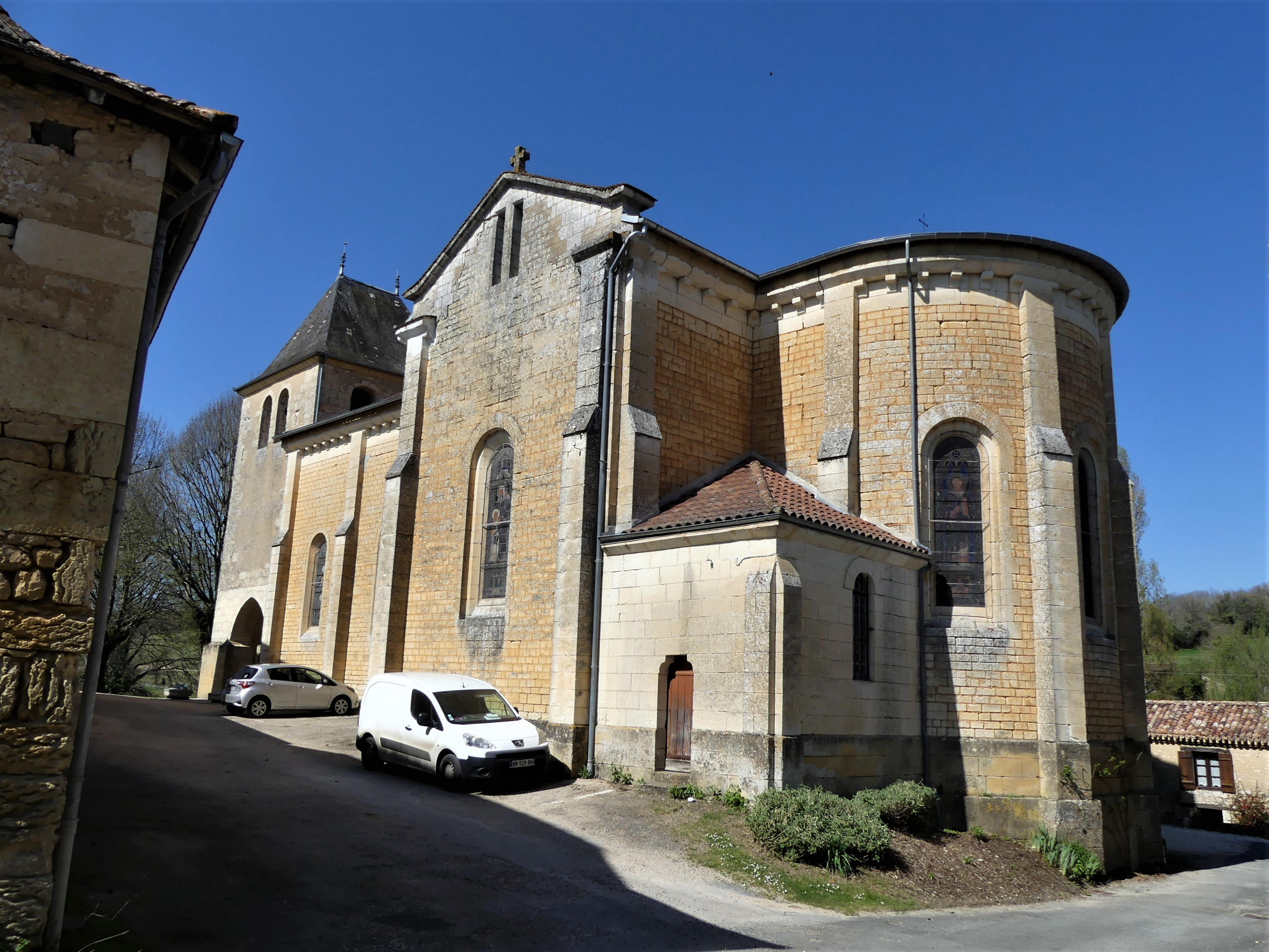
Kirche Saint-Laurent